# Regionalwahl in Ligurien 1990
Die Regionalwahl in Ligurien 1990 fand am 6. und 7. Mai statt.

## Wahlergebnis
| Listen            | Listen                                        | Stimmen   | %    | Mandate |
| ----------------- | --------------------------------------------- | --------- | ---- | ------- |
|                   | Partito Comunista Italiano                    | 330.029   | 28,4 | 12      |
|                   | Democrazia Cristiana                          | 320.412   | 27,5 | 12      |
|                   | Partito Socialista Italiano                   | 163.512   | 14,1 | 6       |
|                   | Lega Lombarda – Lega Nord                     | 71.311    | 6,1  | 2       |
|                   | Lista Verde – Verdi Arcobaleno                | 66.740    | 5,7  | 2       |
|                   | Partito Repubblicano Italiano                 | 47.728    | 4,1  | 1       |
|                   | Movimento Sociale Italiano – Destra Nazionale | 39.276    | 3,4  | 1       |
|                   | Partito Liberale Italiano                     | 34.930    | 3,0  | 1       |
|                   | Partito Socialista Democratico Italiano       | 26.503    | 2,3  | 1       |
|                   | Partito Pensionati                            | 20.942    | 1,8  | 1       |
|                   | Antiproibizionisti sulla Droga                | 16.429    | 1,4  | 1       |
|                   | Partito Democratico – CAP                     | 13.484    | 1,2  | –       |
|                   | Democrazia Proletaria                         | 12.000    | 1,0  | –       |
| Gesamt            | Gesamt                                        | 1.163.296 | 100  | 40      |
|                   |                                               |           |      |         |
| Ungültige Stimmen | Ungültige Stimmen                             | 98.505    | 7,8  |         |
| Wähler            | Wähler                                        | 1.261.801 | 84,8 |         |
| Wahlberechtigte   | Wahlberechtigte                               | 1.487.109 |      |         |